# Муратов, Гайнутдин Габдрахманович
Гайнутдин Габдрахманович Муратов (20 ноября 1913, Аблаево, Уфимская губерния — 6 июня 1986, Уфа) — оператор Ново-Уфимского нефтеперерабатывающего завода, Герой Социалистического Труда.

## Биография
Гайнутдин Габдрахманович Муратов родился 20 ноября 1913 года в с. Аблаево ныне Чекмагушевского района Республики Башкортостан.
Образование — неполное среднее.
Трудиться начал в 1931 году кочегаром, затем судовым механиком в Бельском речном пароходстве.
В 1936—1938 гг. служил в рядах Красной Армии.
В 1938—1939 гг. — механик на ледоколе «Давыдов» Тихоокеанского пароходства. С 1939 г. — оператор, старший оператор, с 1941 г. — инженер установки на Уфимском нефтеперерабатывающем заводе. В 1944—1945 годах находился в загранкомандировке в США. В 1945—1947 гг. — старший оператор Куйбышевского нефтеперерабатывающего завода. В 1947—1954 гг. — исполняющий обязанности начальника установки, старший оператор установки, мастер катализаторной фабрики, инженер цеха Уфимского нефтеперерабатывающего завода. С 1954 г. — старший оператор Ново-Уфимского нефтеперерабатывающего завода.
Г. Г. Муратов руководил бригадой, которая являлась передовой в социалистическом соревновании. Взятые социалистические обязательства на 1958 г. были перевыполнены: на 2,5 % увеличена глубина отбора нефтепродуктов от сырья, на 3 % сэкономлено энергоресурсов, на 2 % — реагентов, на 5 % снижены потери нефтепродуктов.
Бригада под руководством Г. Муратова добилась удлинения цикла работы установки до 147 дней вместо 90 по плану. За счет правильного ведения технологического режима, удлинения работы установки переработано сверх плана более 500 тонн сырья.
Более двадцати рационализаторских предложений внес инициатор производства. В 1957 г. Г. Г. Муратов с группой рационализаторов предложил изменить схему работы установки серно-кислотного алкилирования. Новое решение в технологии алкилирования позволило увеличить производительность установки едва раза. Внедрение поданных им в 1958 г. предложений способствовало экономии свыше 150 000 рублей. На заводе работал до 1964 г.
За выдающиеся успехи, достигнутые в деле развития нефтяной и газовой промышленности, Указом Президиума Верховного Совета СССР от 19 марта 1959 года Г. Г Муратову присвоено звание Героя Социалистического Труда.
Муратов Гайнутдин Габдрахманович умер 6 июня 1986 года.

## Награды
- Герой Социалистического Труда (1959)
- Награждён орденами Ленина (1959), «Знак Почёта» (1942)